# Antimon(V)-fluorid
Antimonpentafluorid ist eine Verbindung aus den Elementen Antimon und Fluor. Bei Normalbedingungen liegt es als farblose ölige Flüssigkeit vor. Es besitzt die chemische Formel SbF5.

## Gewinnung und Darstellung
Antimonpentafluorid wird durch Reaktion von Antimon(III)-fluorid mit Fluor hergestellt.
{\displaystyle {\ce {SbF3 + F2 -> SbF5}}}
Es wurde 1904 zuerst von Otto Ruff und Wilhelm Plato beschrieben.
Es kann auch aus Antimonpentachlorid und Flusssäure dargestellt werden:
{\displaystyle {\ce {SbCl5 + 5 HF -> SbF5 + 5 HCl}}}

## Eigenschaften

### Physikalische Eigenschaften
In der Gasphase liegen die Moleküle einzeln in trigonal-bipyramidaler Struktur vor. In der flüssigen Phase liegt das Antimonpentafluorid jedoch als Kettenpolymer mit der Summenformel (SbF5)n (n meist zwischen 5 und 10) vor.
Bis zu einer Temperatur von 152 °C liegt Antimonpentafluorid als Trimer vor, bis 252 °C als Dimer, darüber als Monomer.
In der festen Phase bildet Antimonpentafluorid cyclische Tetramere.

### Chemische Eigenschaften
Antimonpentafluorid ist eine sehr starke Lewis-Säure und ein starker F−-Akzeptor. Infolgedessen existieren diverse Addukte (zum Beispiel SbF5·SO2, SbF5·NO2) und Komplexe (Beispielsweise MF·SbF5 = M+SbF6−).
Mit Xenondifluorid als Fluoriddonor werden in einer Fluoridtransferreaktion je nach Mischungsverhältnis verschiedene ionische Verbindungen gebildet.
{\displaystyle {\ce {2XeF2 + SbF5 -> [Xe2F3][SbF6]}}}
{\displaystyle {\ce {XeF2 + SbF5 -> [XeF][SbF6]}}}
{\displaystyle {\ce {XeF2 + 2SbF5 -> [XeF][Sb2F11]}}}
Antimonpentafluorid ist in der Lage, die Oxidationskraft von Fluor zu verstärken, so dass dieses in der Lage ist, Sauerstoff zu oxidieren.
{\displaystyle {\ce {2SbF5 + F2 + 2O2 -> 2[O2][SbF6]}}}
Antimon(V)-fluorid greift Glas an, verhält sich gegen Kupfer und Blei aber nur leicht korrosiv. Quarz, Platin und Aluminium werden nicht angegriffen.

## Verwendung
Aufgrund seiner starken Lewis-Acidität lassen sich aus Antimonpentafluorid in Kombination mit starken Brønsted-Säuren sogenannte Supersäuren herstellen. Bekannt ist die „Magische Säure“ (Magic Acid), welche aus Antimonpentafluorid und Fluorsulfonsäure besteht. Das sauerste bisher bekannte Gemisch beider Stoffe besteht aus Fluorsulfonsäure mit 25 mol% Antimonpentafluorid und erreicht einen H0-Wert von −21,5. Es ist somit rund 1010 mal stärker als reine Schwefelsäure. Sie ist in der Lage, Paraffine zu zersetzen und sehr schwache Basen, wie beispielsweise CH4 zu CH5+, zu protonieren. Ebenso vermag dies die Fluor-Antimonsäure, ein Gemisch aus Antimonpentafluorid und Fluorwasserstoff im Mischungsverhältnis 1:1. Sie hat einen H0-Wert von −31,3 und ist somit rund 2 × 1019 mal stärker als reine Schwefelsäure.

## Sicherheitshinweise
Aufgrund der hohen Reaktivität sollte Antimonpentafluorid sehr sorgfältig gehandhabt werden. Ungewollter Kontakt mit anderen Stoffen, besonders mit Feuchtigkeit, sollte in jedem Fall vermieden werden. Als Zersetzungsprodukte können Fluorwasserstoff und Stiban entstehen.
Der LD50-Wert (Maus, inhalativ) liegt bei 270 mg/m3.